# Terphothrix votis
Terphothrix votis är en fjärilsart som beskrevs av William Schaus 1920. Terphothrix votis ingår i släktet Terphothrix och familjen tofsspinnare. Inga underarter finns listade i Catalogue of Life.